# Yasuhito Endō
Yasuhito Endō (n. 28 ianuarie 2010) este un jucător de fotbal japonez, care joacă pentru Gamba Osaka și pentru Echipa națională de fotbal a Japoniei.

## Palmares personal

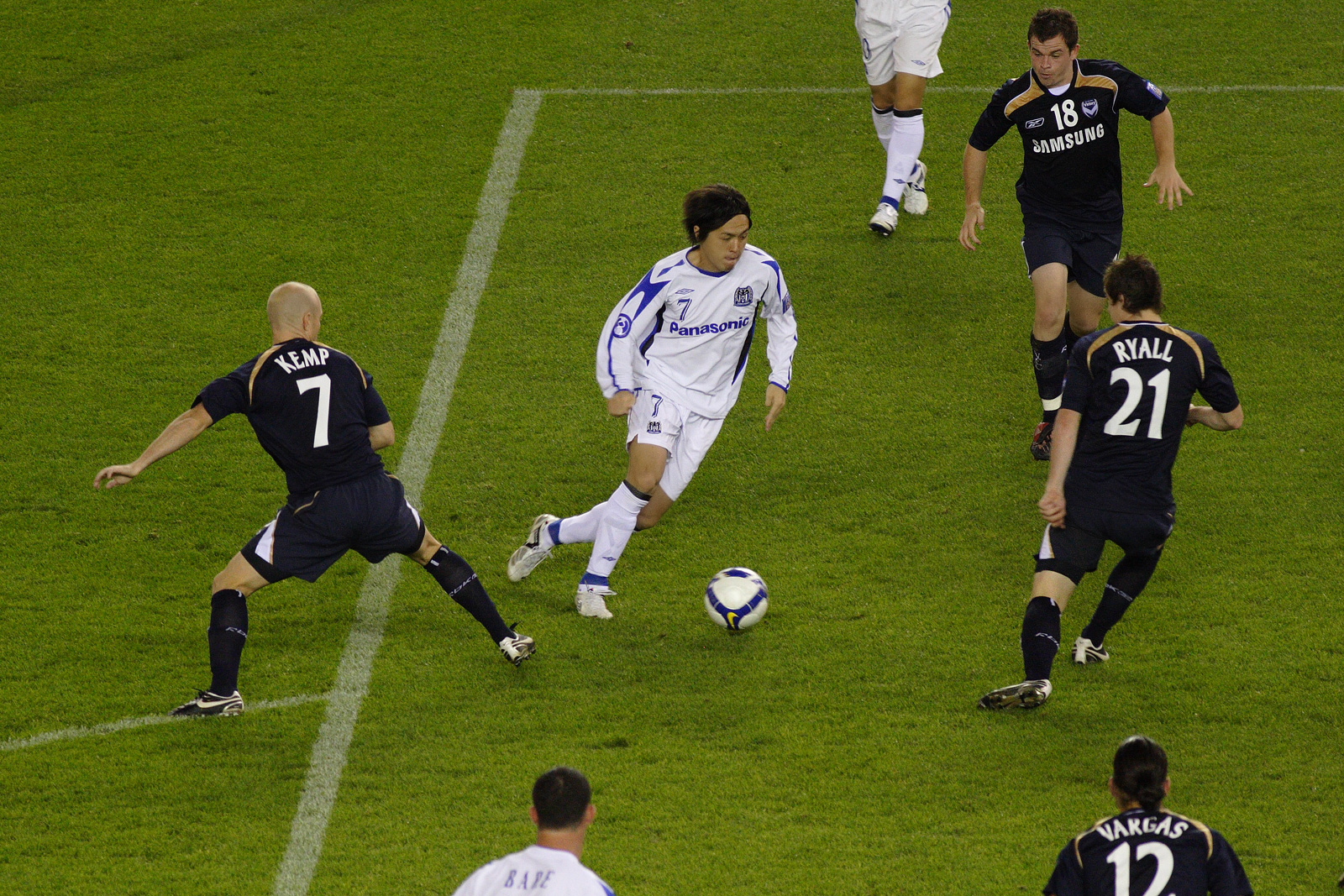
ACL 2008

- J. League Best Eleven - 2003, 2004, 2005, 2006, 2007, 2008, 2009
- Fotbalistul japonez al anului - 2008
- Fotbalistul asiatic al anului - 2009
- Jucătorul turneului AFC Champions League - 2008

## Palmares
Club
- J. League Division 1 - 2005
- J. League Cup - 2007
- Japanese Super Cup - 2007
- Liga Campionilor AFC - 2008
- Emperor's Cup - 2008, 2009

Echipa națională
- Cupa Asiei - 2004